# Qəbələ
Qəbələ (oroszul Gabala, cirill betűkkel  Габала, lezgán  nyelven: Кьвепеле, Q̇wepele, قوه‌په‌له‌) város Azerbajdzsánban és a Qəbələi járás székhelye. Az önkormányzat Qəbələ városából és Küsnat faluból áll. 1991-ig a város neve Kutkasen (Qutqaşen) volt, de Azerbajdzsán függetlenné válását követően átnevezték Qəbələ névre, sokkal régebbi elődjének, a volt kaukázusi Albania fővárosának tiszteletére, amelynek régészeti lelőhelye a mai várostól 20 km-rel délnyugatra található. A várostól kb. 10 km-rel délre található az 1985-ben üzembe helyezett, majd 2012-ben bezárt qəbələi radarállomás.

## Története

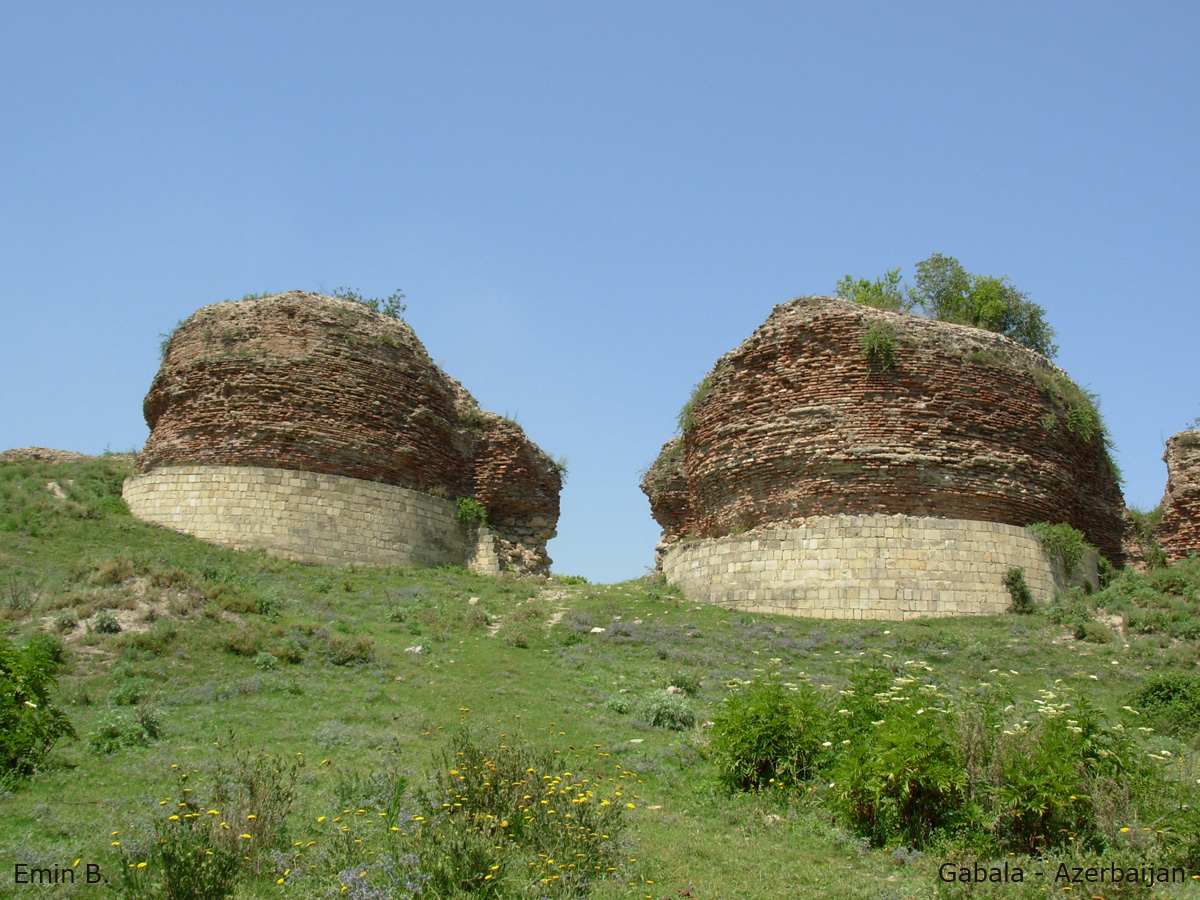
Ősi romok Gabala albaniai időszakából

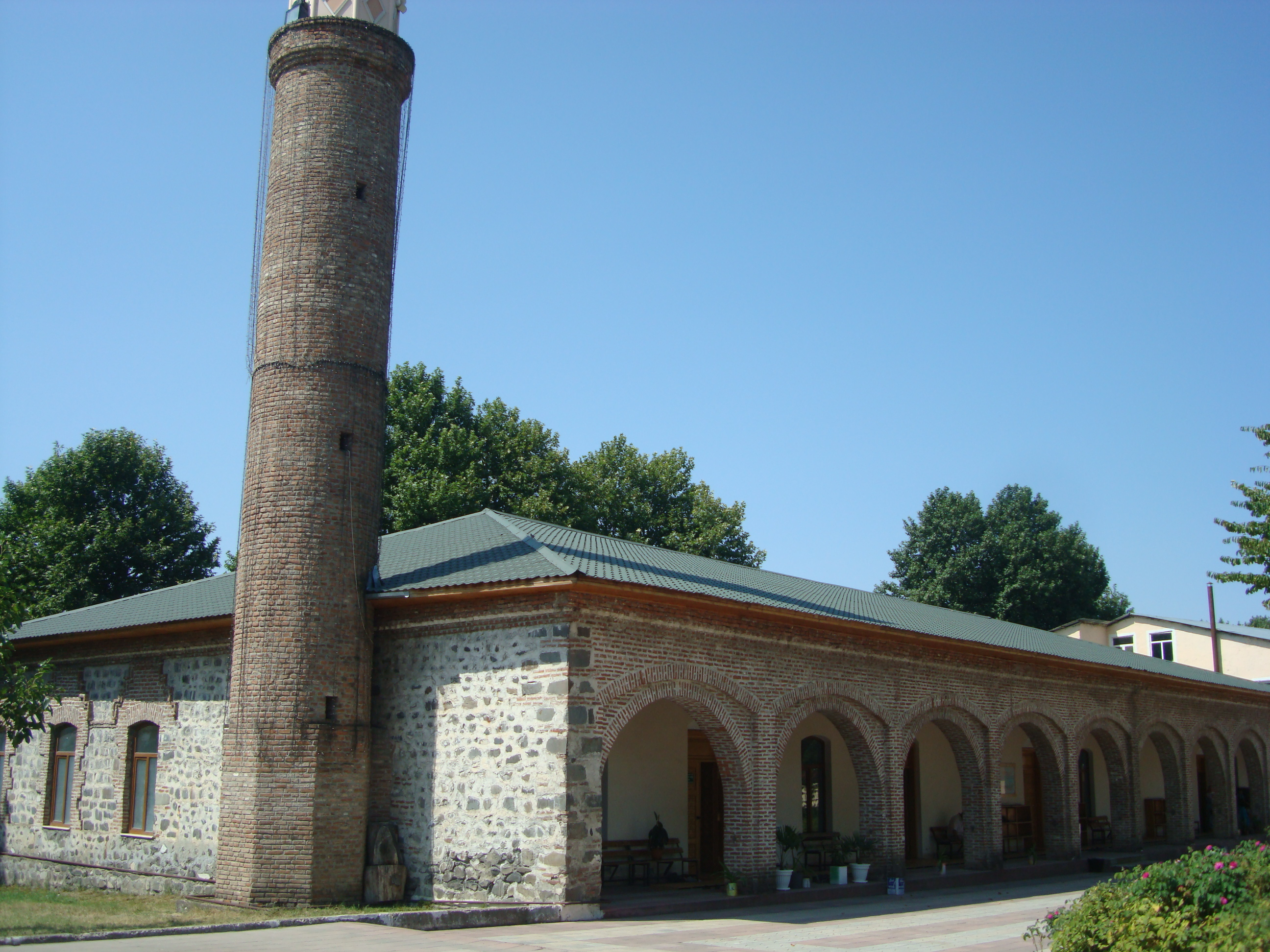
Mecset a 18. századi Gabalából

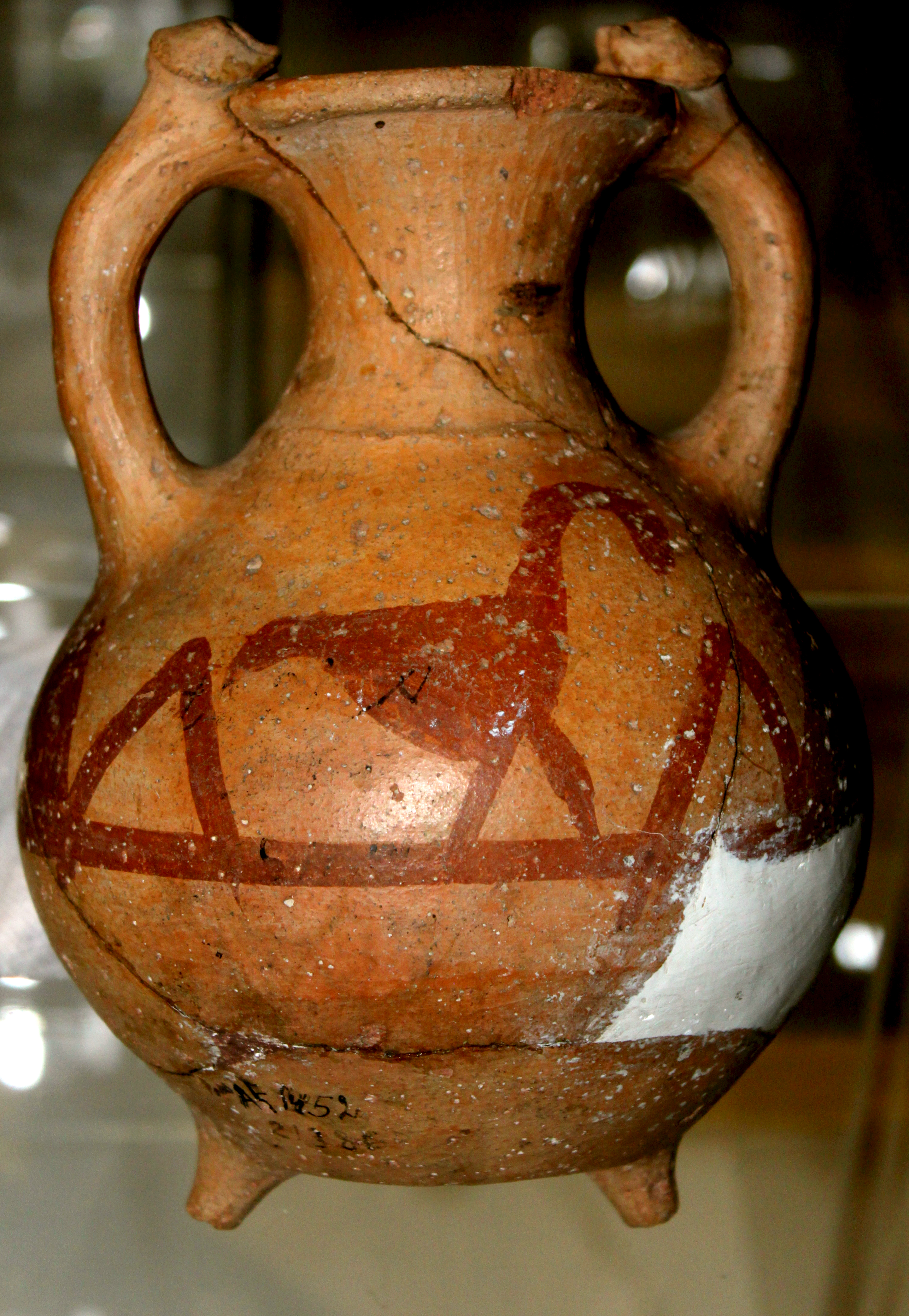
Egy váza a gabalai múzeumból

Qəbələ a kaukázusi Albania ősi fővárosa volt. A városról az i. e. I. századtól kezdve gyakran megemlékeztek a görög, római, örmény, grúz,  arab és iráni utazók, történészek is. A forgalmas karavánút mellett kialakult település korának virágzó kereskedelmi és kulturális központja volt. A város egész területét közművek hálózták be, az épületekhez az ivóvizet égetett kerámiacsöveken vezették. A város a 14. századig állt fenn, ekkor azonban a mongol támadások elpusztították, mára csupán a várfalak, a kerek bástyák maradványai és a nagy bejárati kapuk emlékeztetnek a városra.
A régészeti adatok azt mutatják, hogy a város már i. e. 4. században Kaukázus Albania fővárosa volt. A Chukhur falu közelében folyamatban lévő ásatások tanúsága szerint i. e. 4–3. században és a 18. században a környéken Gabala volt az egyik legfontosabb város, melynek fejlett kereskedelemmel és kézművességgel rendelkezett. Az ókori város romjai a regionális központtól 15 km-re helyezkednek el, a Garachay és a Jourluchay folyók közötti területen. Gabala a 2500 éves selyemút mentén található, és Ifjabb Plinius Kabalakának, Ptolemaiosz görög földrajzíró Khabala, az arab történész Ahmad ibn Jahja al-Baládzuri Khazarnak említette. A 19. században Abbasgulu Bakikhanov azerbajdzsáni történész is említette Gulistani Irem című könyvében, miszerint Kbala vagy Khabala valójában Gabala.
I. e. 60-as években a római csapatok támadták meg Kaukázusi Albaniát, de Gabala területét nem sikerült elfoglalniuk. I. e. 262-ben Kaukázusi Albaniát a Szászánida Birodalom foglalta el, ám sikerült megőriznie politikai és gazdasági helyzetét. 464-ben elvesztette függetlenségét az északi nomád törzsek támadásainak köszönhetően, és fővárosát Parthavába kellett költöztetni (jelenleg Barda Azerbajdzsánban).

## Feudális korszak
Gabalát Shirvanshah Fariburz, IV. Dávid grúz király 1120-ban, Timur Lenk mongol kán 1386-ban, I. Safavid Tahmasib sah 1538-ban, Nader perzsa sah 1734-ben foglalta el, de képes volt megőrizni kultúráját és identitását. Nader sah 1747-es halála után a régió független kánátokra és szultánátokra osztódott, és Gabala Qutqashen szultánává vált. Gabala Mahalinak is hívták. Miután az úgynevezett Azerbajdzsán Köztársaságot a Perzsa Birodalomból a Qamar-dinasztia alatt 1813-ban az Oroszországi Birodalomhoz csatolták, az orosz–perzsa háború (1804–1813) és az ebből eredő gulistani szerződés következményeivel 1813-ban közigazgatási reformokat hajtott végre, és 1841-ben ennek a régiónak a kánátjait megszüntették, és a területeket kormányzatokba építették. Gabala területét Elisabethpol kormányzóság Nukha uyezd-hez csatolták. A Gabalában található régészeti leletek miatt 1985-ben nemzeti állami tartaléknak nyilvánították.

## Köztársaság korszak
A Szovjetunió felbomlása után Gabala a történelemben még nem látott léptékű szerkezetátalakítási folyamatba kezdett. A szovjet korszakból származó épületek ezreit lebontották, hogy zöld öv jöhessen létre partjain[pontosabban?]; parkok és kertek épültek. Az általános javítások, karbantartások hatására a szolgáltatások mára már megfelelnek a nyugat-európai szabványoknak is.

## Nevezetességek
- Múzeum
- Mecset

## Galéria

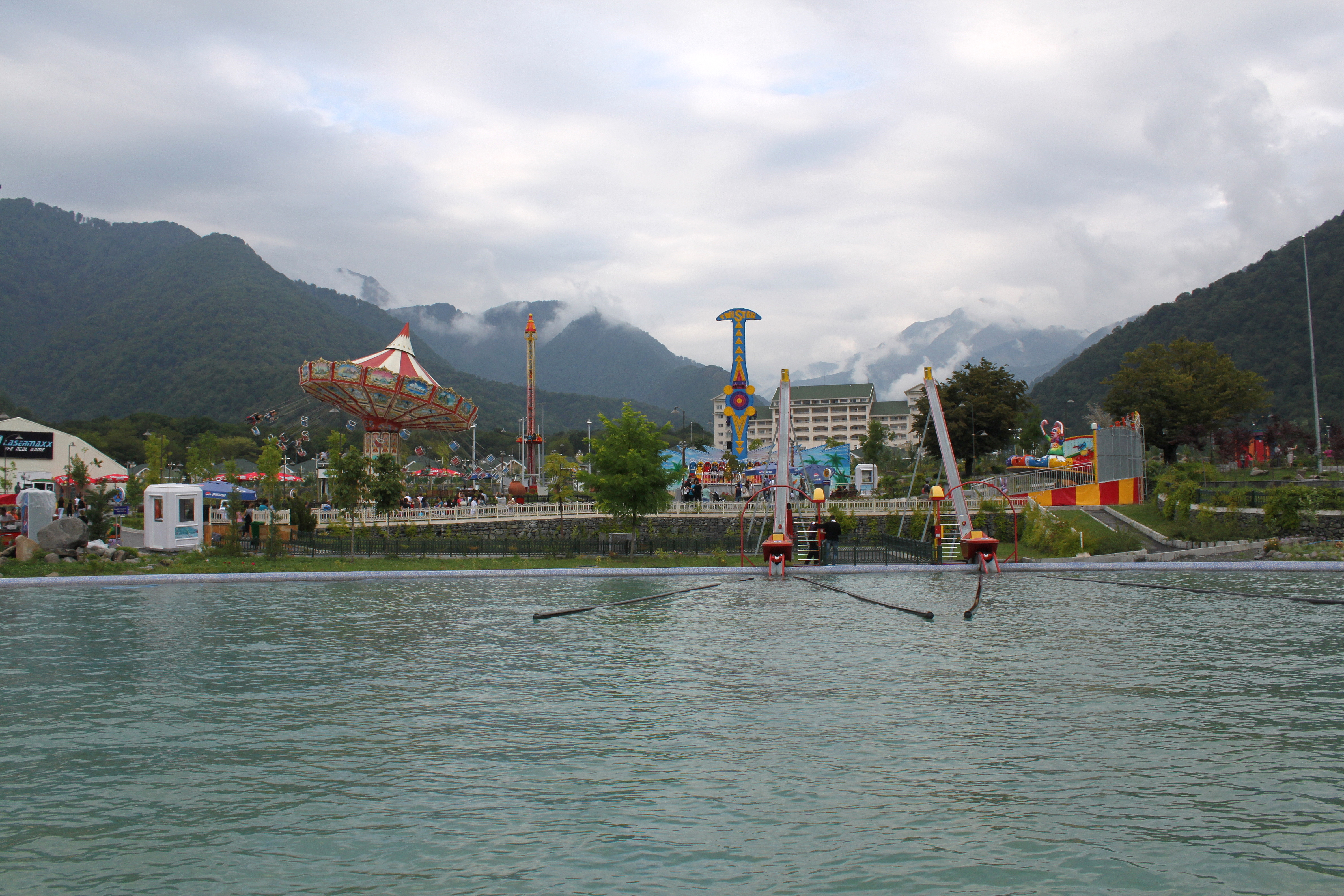
Vidámpark
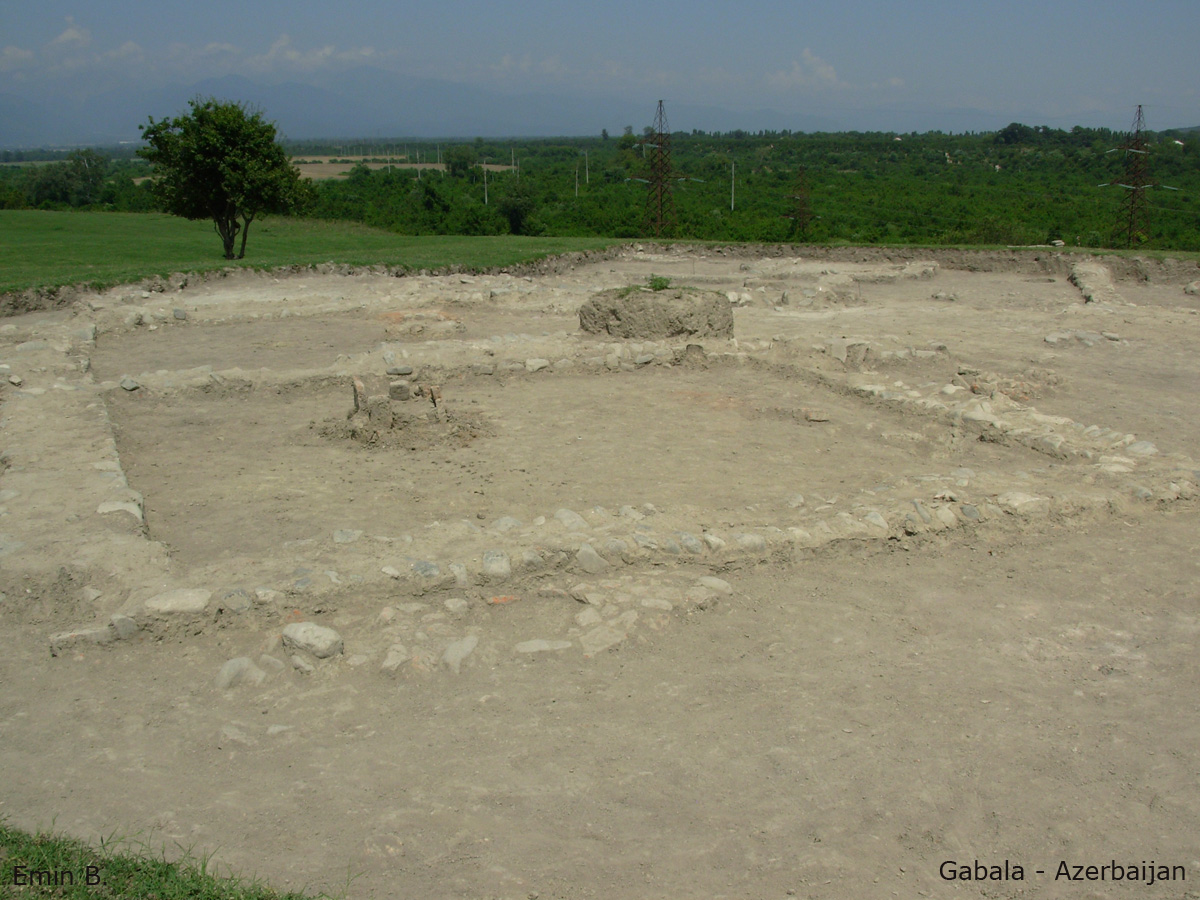
Archeológiai feltárások
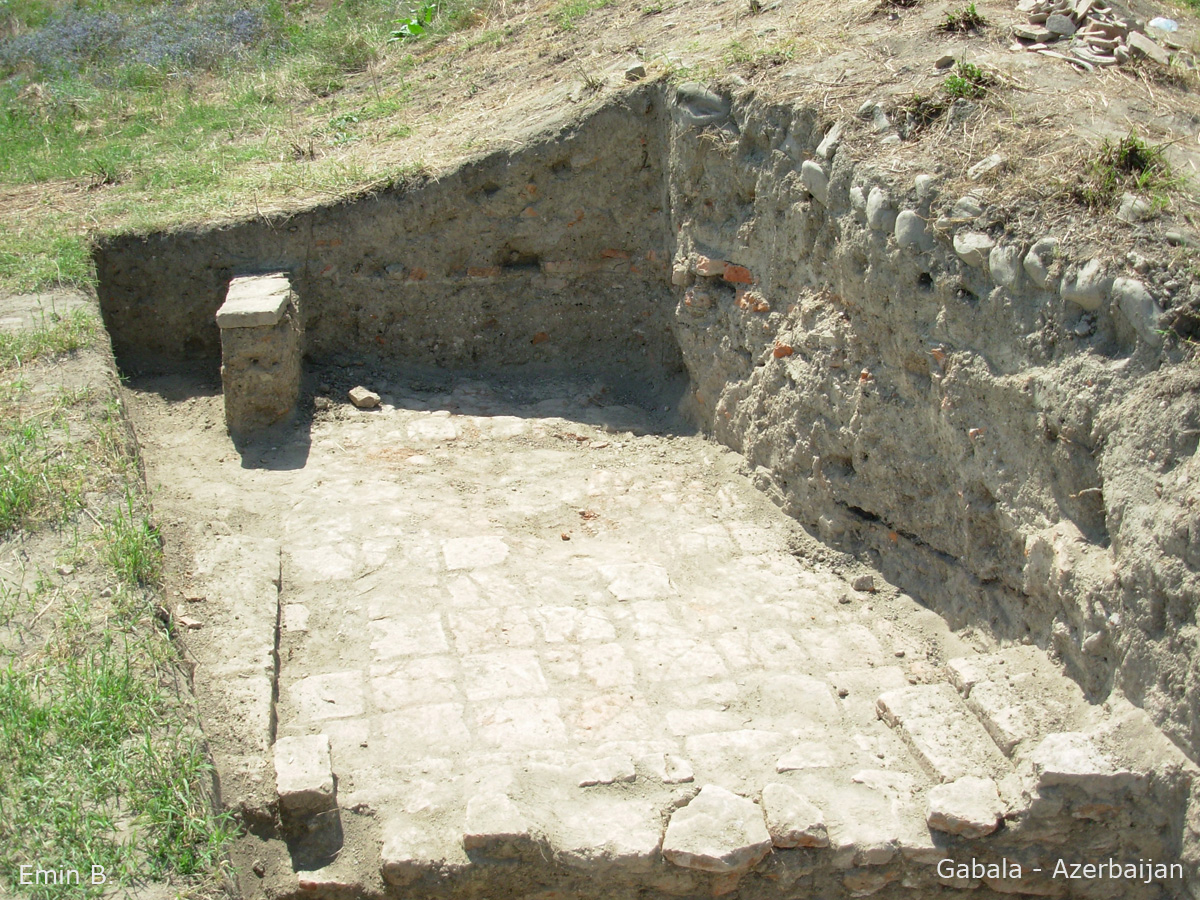
Archeológiai feltárás részlete
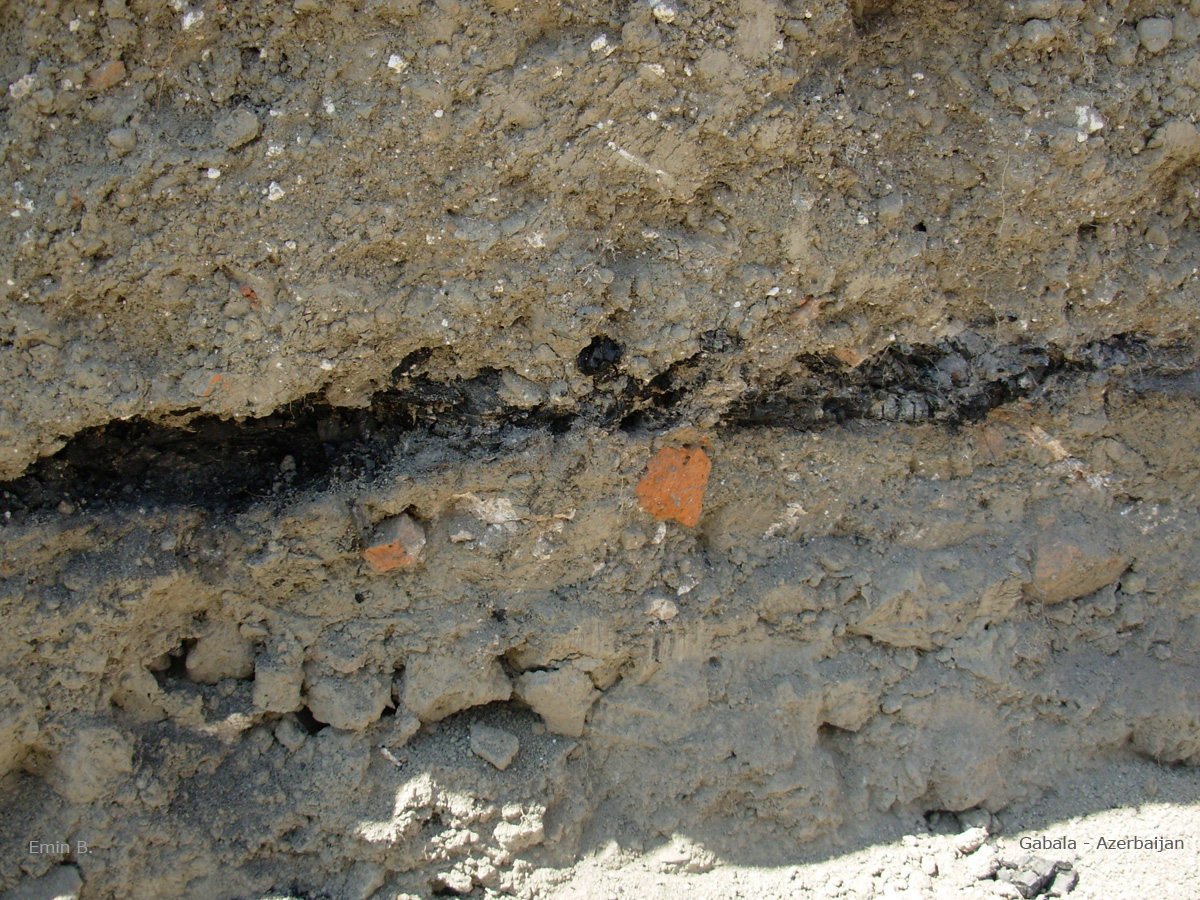
Archeológiai feltárás, Gabala
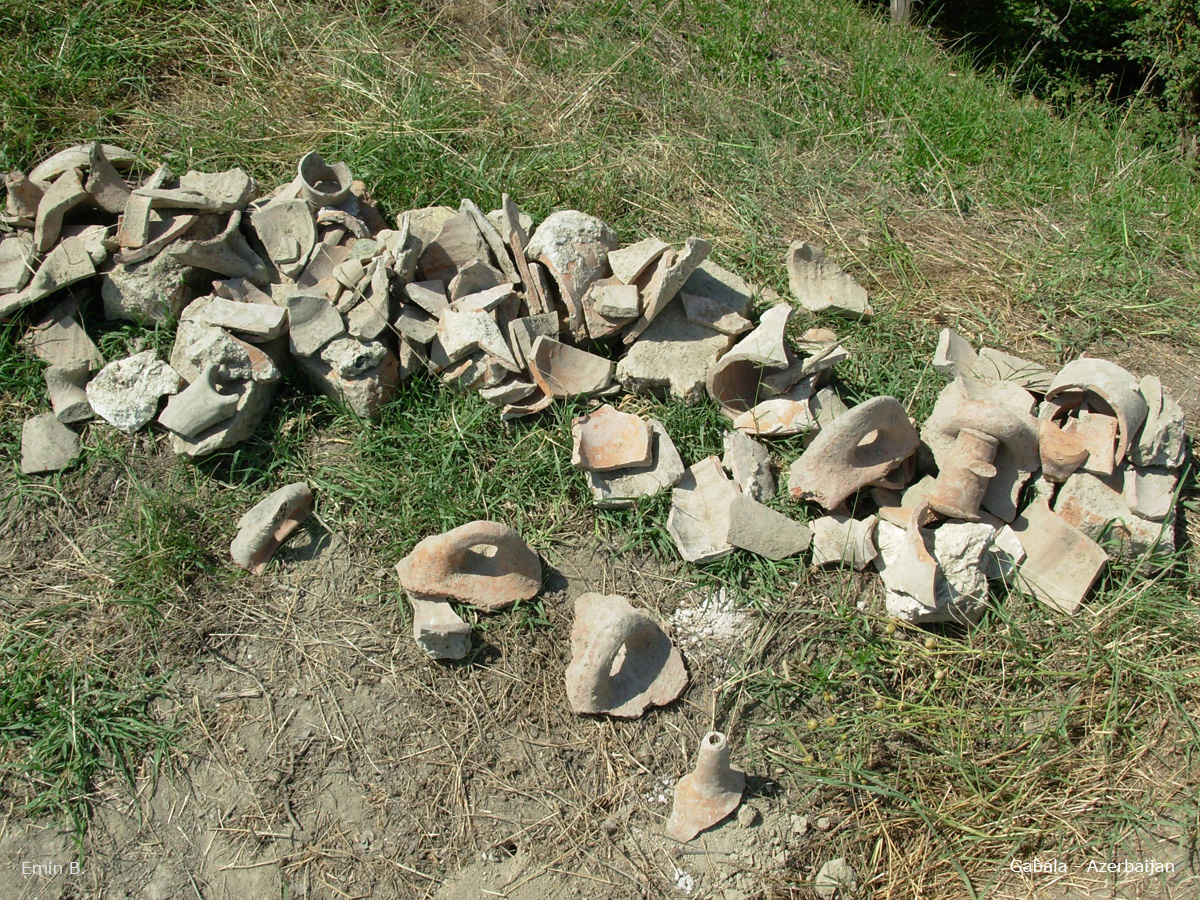
Kerámiatörmelékek a feltáráson
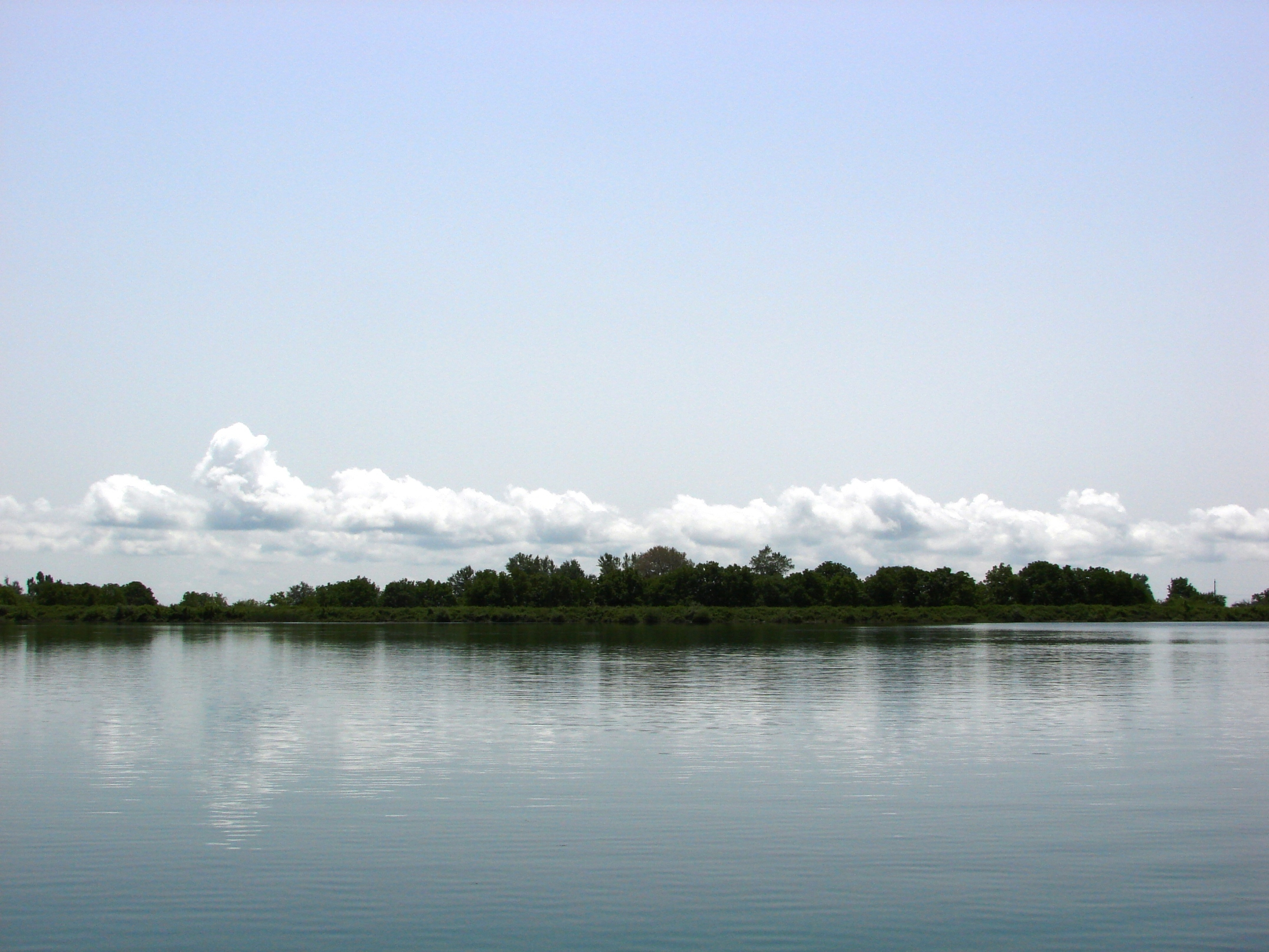
Gabala, tórészlet
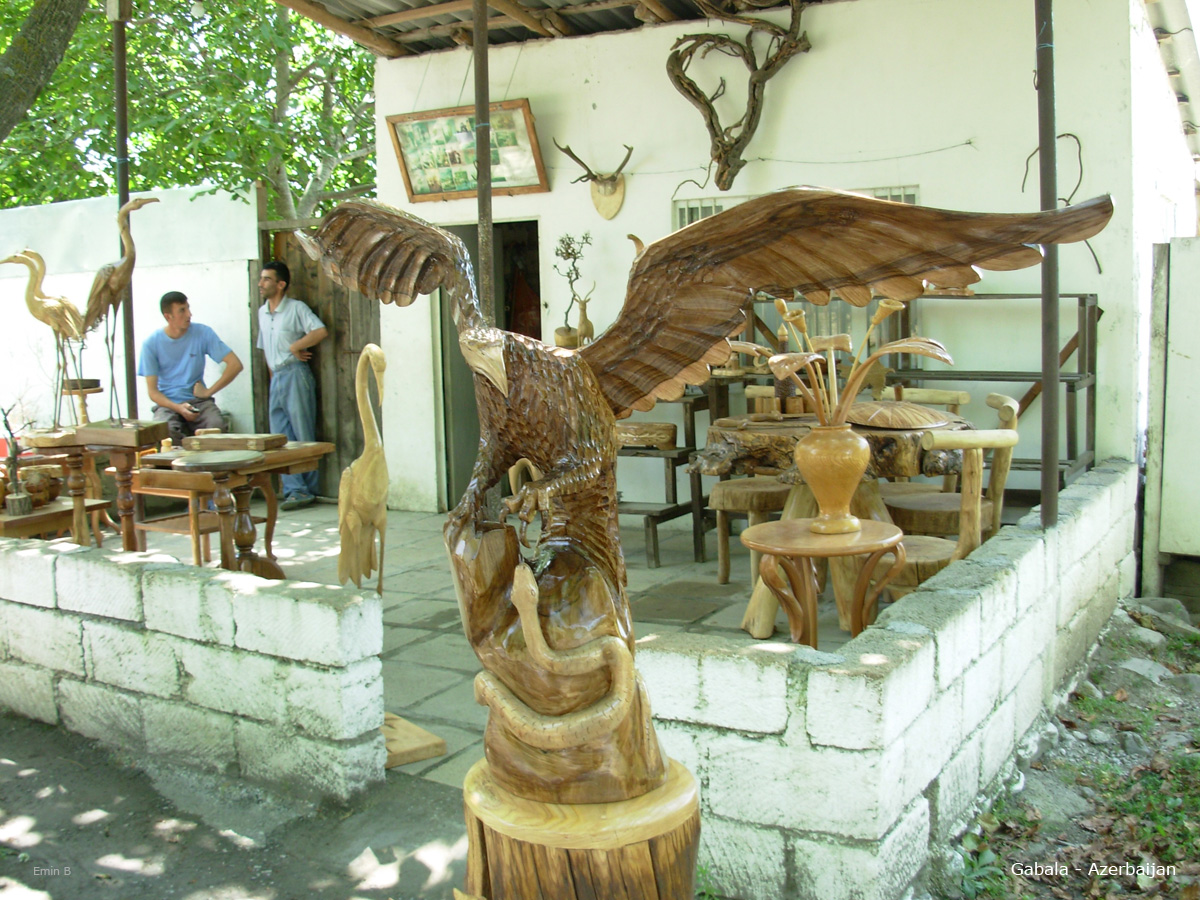
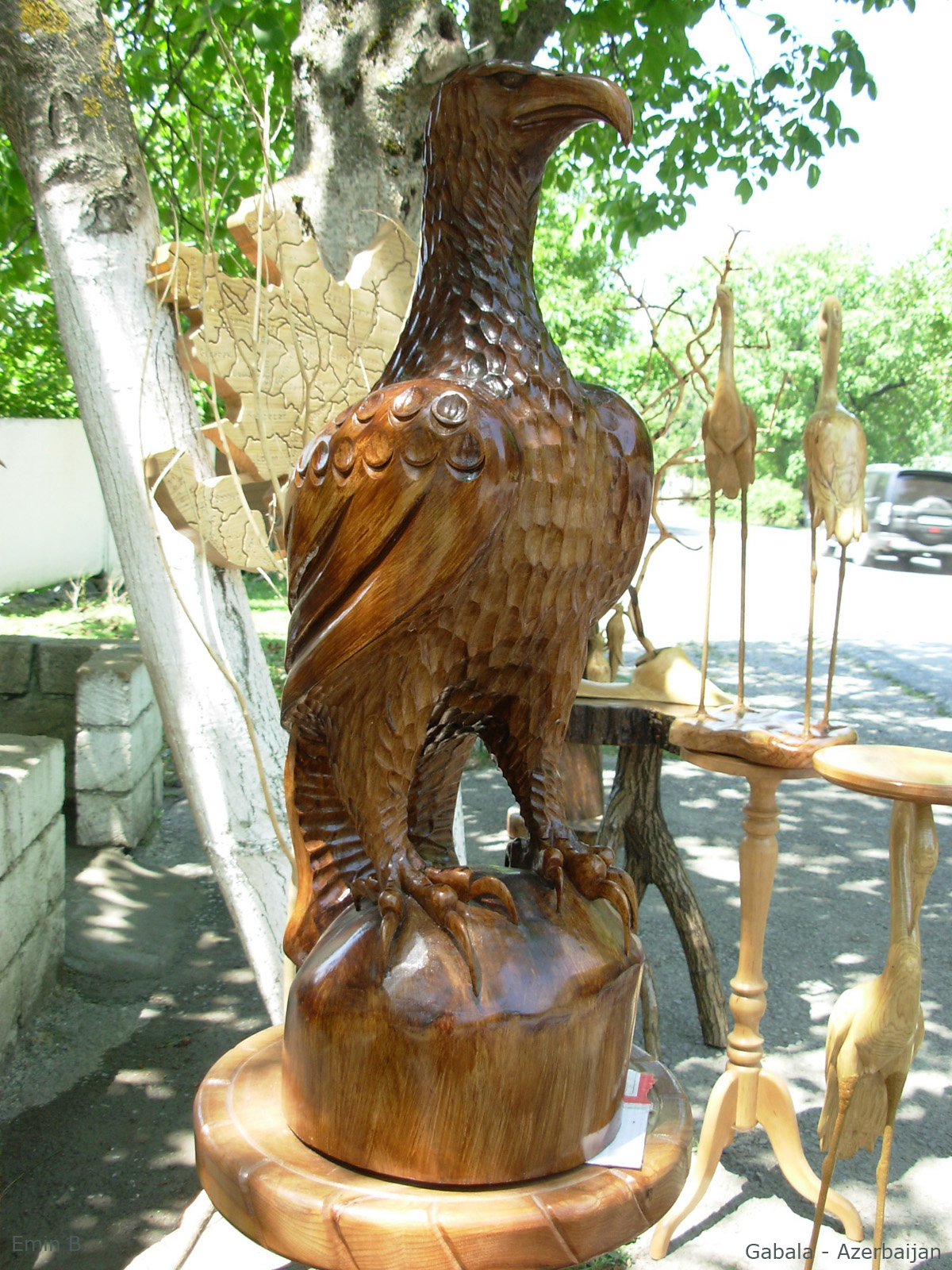
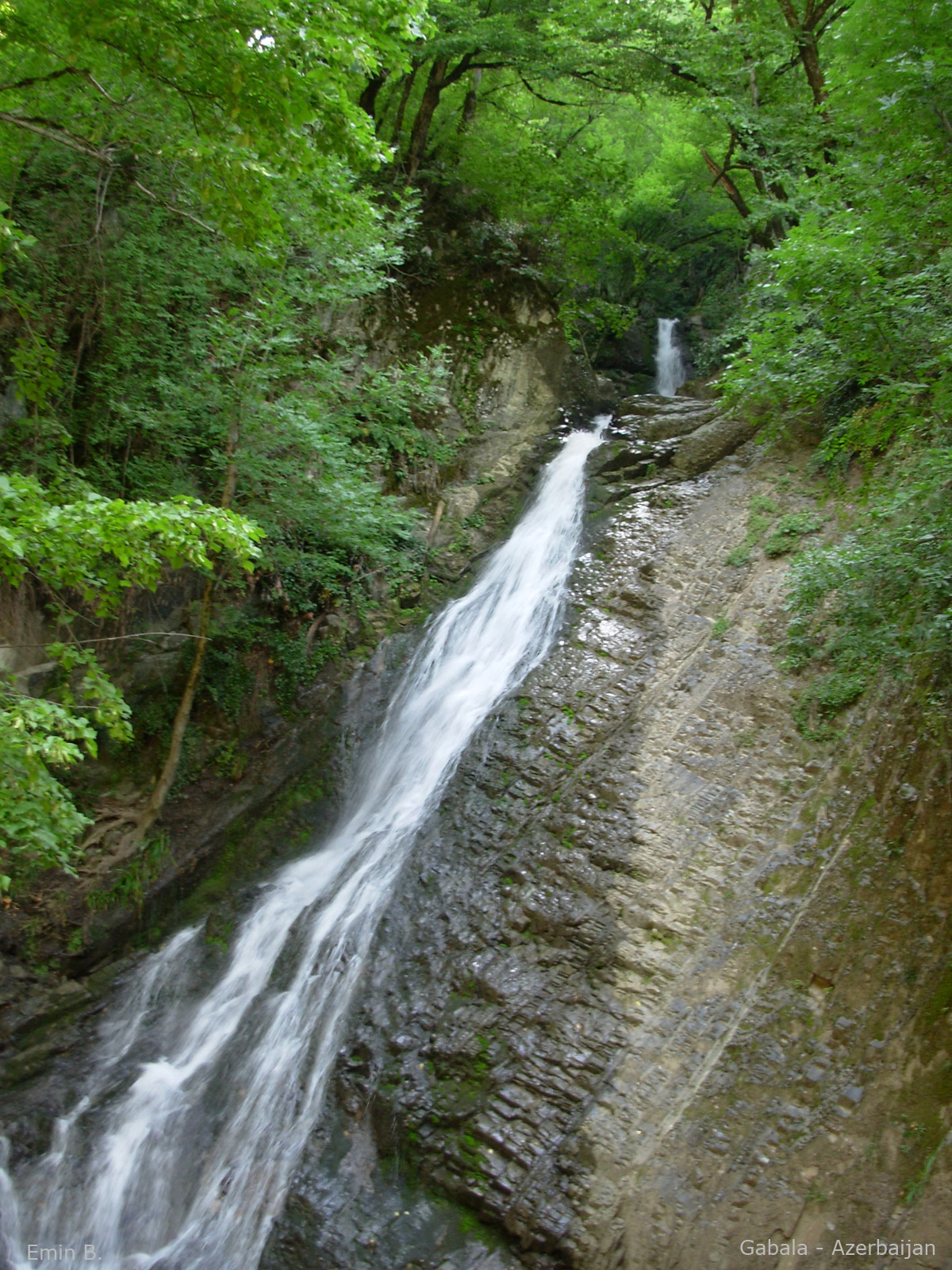
Vízesés